# Nakşidil Sultan
Nakşidil Sultan (celým jménem Devletli, Ismetli, Nakşidil Valide Sultan Aliyyetü'ş-şân Hazretleri; cca 1767 – 22. srpna 1817) byla konkubína osmanského sultána Abdulhamida I. a Valide sultánka za vlády svého syna Mahmuda II.

## Život
Podle osmanských kronik byla matka sultána Mahmuda II. známá pouze pod svým tureckým jménem Nakşidil a zemřela v roce 1817. Všechny ženy sultána dostávaly turecká jména, když vstoupily do harému. 
Podle některých historiků pochází z rodiny žijící v Kavkazu. Jiní se však podle dokumentů, které se z té doby dochovaly domnívají, že byla Gruzínka. Vyrůstala ale v osmanském paláci a byla jí dána turecká islámská výchova.

## Spor o identitu

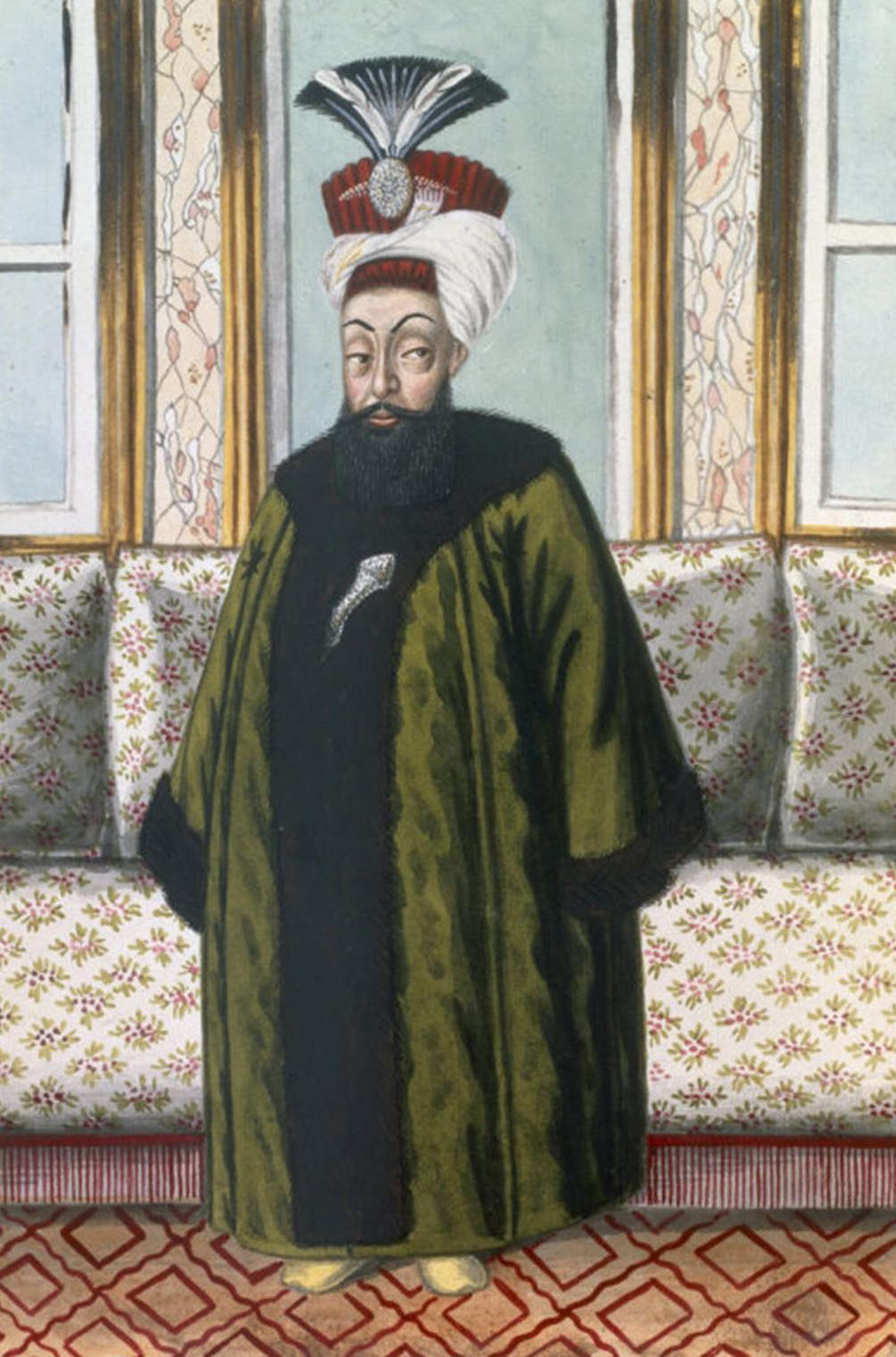
Sultán Abdul Hamid I. v sultánském rouchu. Manžel Nakşidil Sultan.

Existuje legenda, podle které by Nakşidil měla být tatáž osoba jako Aimée du Buc de Rivéry, sestřenice císařovny Josefíny, která se ztratila v mořích ve velmi mladém věku. Podle těchto mýtů byla zajata barbarskými piráty a ti ji prodali do harému jako otrokyni, i když o tom neexistuje žádný záznam.
Některé starší mýty uvádějí, že začátkem 16. století byla francouzská a osmanská dynastie propojena. Tyto monarchie byly v té době velmi mocné a bylo potřeba udržovat dobré vztahy. Existuje spousta pohádek o ztracené a ukradené francouzské princezně Aimée-Nakşidil. Pohádky mají základ v osmanských harémových povídkách. 

## Potomstvo
Spolu s Abdulhamidem měla Nakşidil tři děti, dva syny a jednu dceru:
- Şehzade Sultan Seyfullah Murad (22. října 1783 – 21. ledna 1786)
- Saliha Sultan (27. listopadu 1786 – 10. dubna 1788)
- Mahmud II. - jako jediný se dožil dospělosti a stal se dalším sultánem Osmanské říše